# Tetrachromat
Ein Tetrachromat (altgriechisch τετρα- tetra- „vier“ und χρῶμα chrōma „Farbe“) ist ein Lebewesen, welches vier Arten von Farbrezeptoren zum Sehen benutzt.

## Grundlagen
Der Mensch hat regelmäßig drei Arten von Fotorezeptoren, die Zapfen, und wird deshalb als Trichromat bezeichnet. Die Zapfen sind Teil der lichtempfindlichen Netzhaut des Auges; ihre unterschiedliche Farbempfindlichkeit beruht auf verschiedenen Absorptionsmaxima der jeweiligen Sehpigmente, bestehend aus S-, M- und L-Opsin und dem Chromophor Retinal. Ein weiterer Fotorezeptor der Netzhaut, das Stäbchen, ist für das skotopische Sehen bei geringer Helligkeit spezialisiert; alle Stäbchen besitzen dasselbe Absorptionsmaximum (ca. 500 nm) und tragen daher nicht zur Farbwahrnehmung bei.
Viele Tiere besitzen einen vierten Farbrezeptor, der beispielsweise im gelben oder im ultravioletten Bereich des Lichtes empfindlich ist. Diese Tiere werden als Tetrachromaten bezeichnet. Ein vierter Farbrezeptor kann das wahrgenommene Farbspektrum vergrößern oder die Differenzierung innerhalb des wahrgenommenen Spektrums verbessern, sofern diese Farbwahrnehmung auch vom Gehirn verarbeitet wird.

## Primäre Tetrachromasie

Farbempfindlichkeit der Zapfen bei primärer Tetrachromasie

Viele Wirbeltiere (Fische, Amphibien, Reptilien und Vögel), aber auch Arthropoden wie Springspinnen und Insekten sind Tetrachromaten. Zum Beispiel besitzt der Goldfisch zusätzlich zu den rot-, grün- und blauempfindlichen Zapfen einen UV-Zapfen, der sehr kurzwelliges, ultraviolettes Licht absorbieren und diese Information verarbeiten kann. Tetrachromasie dürfte somit eine weitverbreitete Eigenschaft des Wirbeltierauges sein. Auch Vögel nutzen die vierte Grundfarbe etwa durch spezielle UV-Reflexionsmuster im Gefieder.
Viele Höhere Säugetiere sind hingegen Dichromaten (mit nur zwei Typen von Zapfen). Als Ursache wird angenommen, dass die Vorfahren nachtaktiv waren und mit dieser Lebensweise der Verlust von zwei Photopigmenttypen in den Zapfen einherging (beispielsweise jener für UV). Bei Beutelsäugern gibt es Hinweise, dass diese nur ein Photopigment reduzierten und daher wahrscheinlich primär Trichromaten sind (nebenbei zeigt deren Retina noch andere „Reptilieneigenschaften“). Bei manchen Altweltaffen und daher letztendlich beim Menschen habe sich die Trichromasie durch partielle Verdoppelung des Gens auf dem X-Chromosom sekundär wieder entwickelt.

## Sekundäre Tetrachromasie beim Menschen
Untersuchungen beim Menschen ergeben im Wesentlichen zwei Formen einer erweiterten Farbwahrnehmung. Zum einen findet man einen Gelbrezeptor oder Orangerezeptor, wenn eine Variante des Rot- und Grünrezeptors zusätzlich im Auge ausgebildet wird. Die führt zu einer anormalen Trichromasie, beziehungsweise einer meist nicht-funktionalen Tetrachromasie.
Die Gene für L- und für M-Opsin liegen beim Menschen auf dem X-Chromosom (Genort: Xq28). Diese zeigen einen Variantenreichtum, der bei Männern zu einer Rot-Grün-Sehschwäche führen kann. Diese unterscheidet sich von den schwereren Formen der Farbenblindheit dadurch, dass der Farbrezeptor nicht fehlt. Da Frauen über zwei X-Chromosomen verfügen, können sie das schwächere Opsin nicht nur ausgleichen, sondern sogar einen weiteren Farbrezeptor im Auge ausbilden, dessen Empfindlichkeitsmaximum in der Regel zwischen denen des Rot- und des Grünrezeptors liegt und der somit als Gelb- oder Orangerezeptor zu qualifizieren ist. Dieser Vier-Farbpigment-Genotyp tritt bei zwölf Prozent aller Frauen auf, vor allem wenn sie einen deuteranomalen oder protanomalen Elternteil haben. Der Genotyp führt jedoch nur selten zu einer echten Tetrachromasie, da in der Regel keine getrennte neuronale Verarbeitung der Signale des vierten Farbrezeptors erfolgt. Einzelne Fälle experimentell verifizierter tetrachromatischer, also differenzierterer Farbwahrnehmung wurden jedoch schon beschrieben.
Die für zahlreiche Tierarten vorteilhafte Wahrnehmung von UV-Licht gibt es bei Menschen gewöhnlich nicht. Schon die Linse des Auges blockiert die Wellenlängen im Bereich von 300–400 nm, noch kürzere Wellenlängen werden an der Hornhaut gespiegelt. Bei einer bestehenden Aphakie / Linsenlosigkeit zeigt sich jedoch, dass die Farbrezeptoren des Menschen bis hinunter zu 300 nm erfassen können, was dann als weißblau oder weißviolette Farbe beschrieben wird. Der Grund liegt darin, dass diese Wellenlänge vor allem noch die blauen Farbrezeptoren ansprechen kann. Hinzu tritt, dass auch die Stäbchen bei geringerem Lichtstrom einen blaugrünen Anteil am besten wahrnehmen, sodass sich im Übergang zum Nachtsehen die Farbwahrnehmung verschiebt, siehe auch Purkinje-Effekt.

## Sichtweisen von Tetrachromaten
Die Oberfläche vieler Früchte reflektiert UV-Licht. Dadurch ist es für Tiere mit dem Vermögen, UV-Licht wahrzunehmen, leichter, diese aufzufinden. Bestimmte Falkenarten sind Tetrachromaten, sie entdecken die Spur ihrer Beute anhand deren Markierungen aus UV-reflektierendem Urin oder Kot.